# Manuel Peti

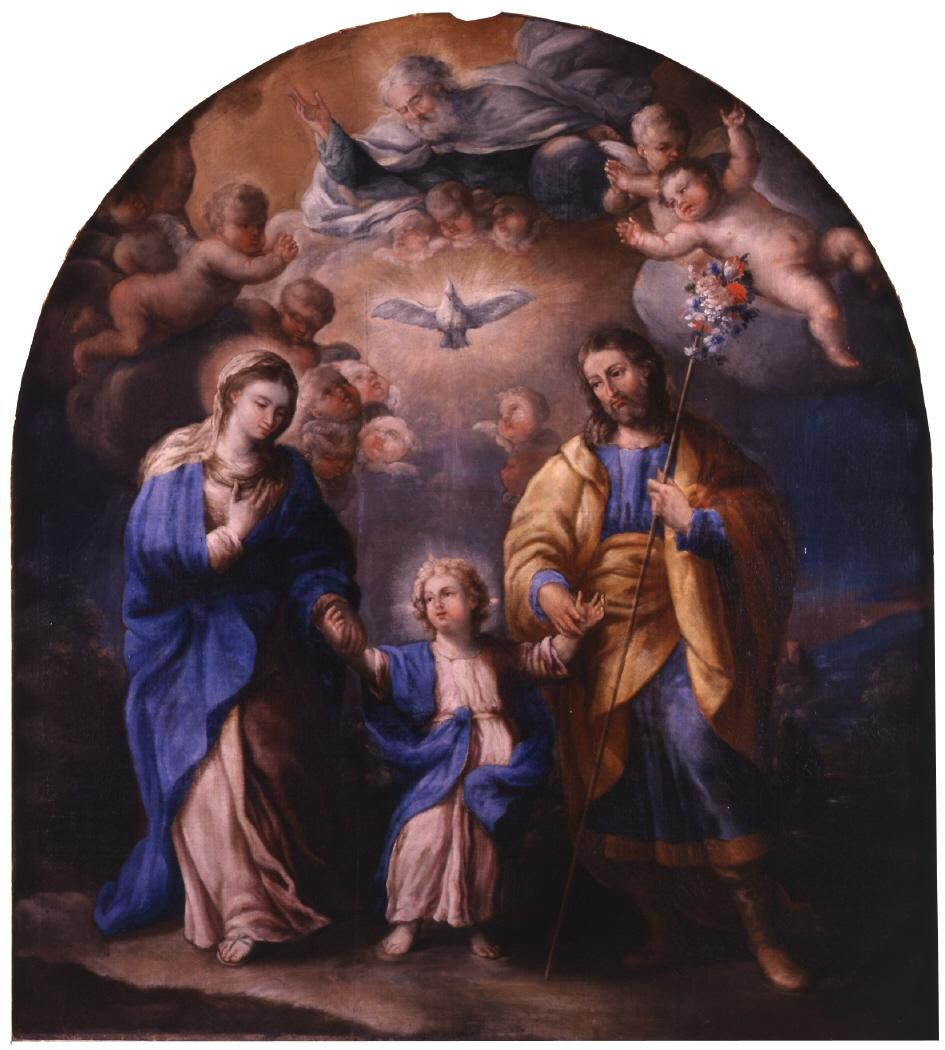
Las dos Trinidades, óleo sobre lienzo, 191 x 173 cm, Valladolid, Museo Nacional de Escultura.

Manuel Peti Vander (c. 1658-1736) fue un pintor barroco español activo en Valladolid.
Hijo del pintor Simón Peti y de Ana Rodríguez, vecinos de Simancas, y hermano mayor de otro Simón Peti que en 1693 se había establecido como pintor en Salamanca, Ceán Bermúdez, sin distinguir entre los hermanos que tenía por un único artista, afirma que estudió en Madrid con Luca Giordano, lo que no se ha podido confirmar documentalmente pero que explicaría ciertas sugerencias del napolitano en su pintura.
Autor prolífico, proporcionó un elevado número de pinturas devotas para las iglesias vallisoletanas comenzando por la propia catedral para cuya capilla del Sagrario pintó San Pedro Regalado, La Virgen con san Lorenzo, La caída de san Pablo y San Fernando entrando en Sevilla, además de los retratos del cardenal Pedro González de Mendoza, de cuerpo entero y en pie ante el Colegio Mayor Santa Cruz de la Universidad de Valladolid, fundación suya, y del obispo don Diego de la Cueva y Aldana, fallecido en 1707.  Se le atribuye también el retrato ecuestre del cardenal González de Mendoza que preside la biblioteca del Colegio de Santa Cruz, derivado del retrato del cardenal Gil Carrillo de Albornoz grabado por Francisco Curti para la biografía del prelado escrita por Juan Ginés de Sepúlveda. Destaca, asimismo, la serie de pinturas representativas de la Pasión ubicadas en la Capilla del Santo Cristo en la Catedral de Orense. 
Su estilo más representativo, a base de manchas amplias de color y descuidado dibujo, se encuentra en las siete pinturas de los dolores de la Virgen de la capilla de la Virgen de las Angustias, realizadas entre 1703 y 1710, o en Las dos Trinidades del, Museo Nacional de Escultura, procedente del convento de San Diego de Valladolid.